# Timotheus-Scheibe

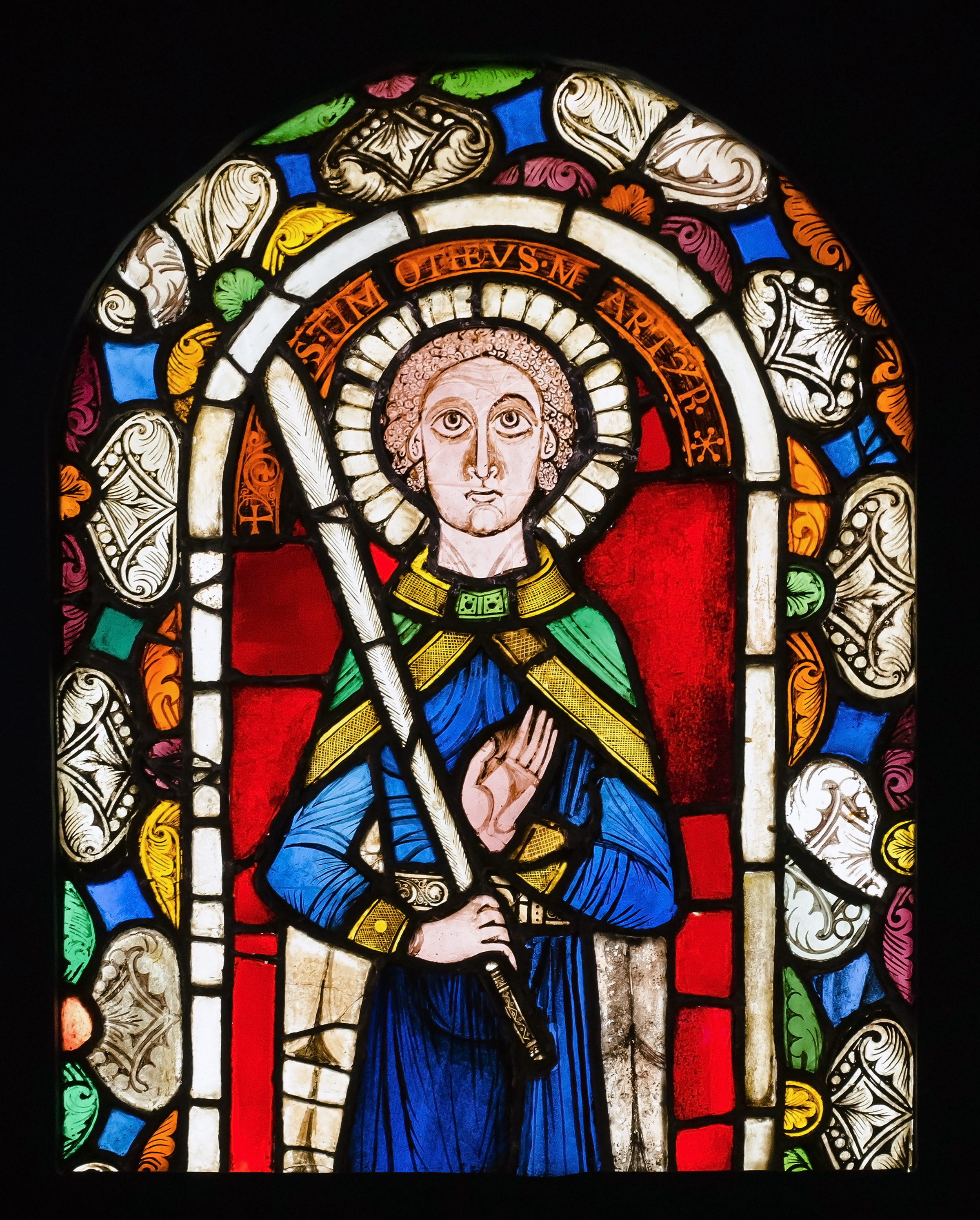
Timotheus-Scheibe (Kopie)

Die Timotheus-Scheibe ist eine romanische Glasmalerei, die aus der Kirche St. Peter und Paul in Neuwiller-lès-Saverne (deutsch: Neuweiler) im Elsass stammt und heute zum Bestand des Musée national du Moyen Âge (früher: „Musée de Cluny“) in Paris gehört. Die Scheibe ist eine der ältesten figürlichen Darstellungen in der europäischen Glasmalerei.

## Geschichte
Die Scheibe wurde im Vorfeld der Großrestaurierung der Kirche 1847 durch den Architekten Émile Boeswillwald geborgen. Sie befand sich noch in situ in einem Fenster der Stephanskapelle, die als oberes Stockwerk einer Doppelkapelle der Kirche St. Peter und Paul vorgebaut ist. Émile Boeswillwald überließ seinen Fund dem „Musée de Cluny“.

## Beschreibung
Das rechteckige, oben halbrunde Buntglasfenster zeigt den heiligen Timotheus, einen Begleiter des Apostels Paulus und ersten Bischof von Ephesos. Die Figur steht in einem Rundbogen und wird etwa ab Kniehöhe aufwärts gezeigt. Timotheus steht mit erhobener linker Hand – einer Friedensgeste – vor einem roten Hintergrund. In seiner rechten Hand trägt er einen Palmzweig. Um seinen Heiligenschein legt sich ein Schriftzug: S[anctus] THIMOTHEUS MARTYR. Er trägt ein blaues Untergewand, über seinen Schultern liegt ein außen grüner, innen weißer Mantel, der mit einer Fibel um den Hals geschlossen ist. Teile des Gewandes des Heiligen sind modern ergänzt.

## Datierung
Es bestehen Parallelen zu den Augsburger Prophetenfenstern, die heute auf die Mitte des 12. Jahrhunderts datiert werden. Der Bau der Stephanskapelle wird auf die Mitte des 11. Jahrhunderts datiert. Allerdings kann das Fenster auch später eingesetzt worden sein, so dass dies nur ein schwacher Anhaltspunkt für sein Alter ist. Mit größter Vorsicht kann die Scheibe auf die Wende vom 11. auf das 12. Jahrhundert datiert werden.

## Wissenswert
In Neuwiller-lès-Saverne wurde die Scheibe vor Ort durch eine Kopie ersetzt.